# 漢普斯特德站
漢普斯特德站（英語：Hampstead tube station）是倫敦地鐵的一個車站，位於北倫敦漢普斯特德。漢普斯特德站是北線埃奇韋爾支線的車站，位於倫敦第2及第3收費區的交界。 